# Lucien Lesna

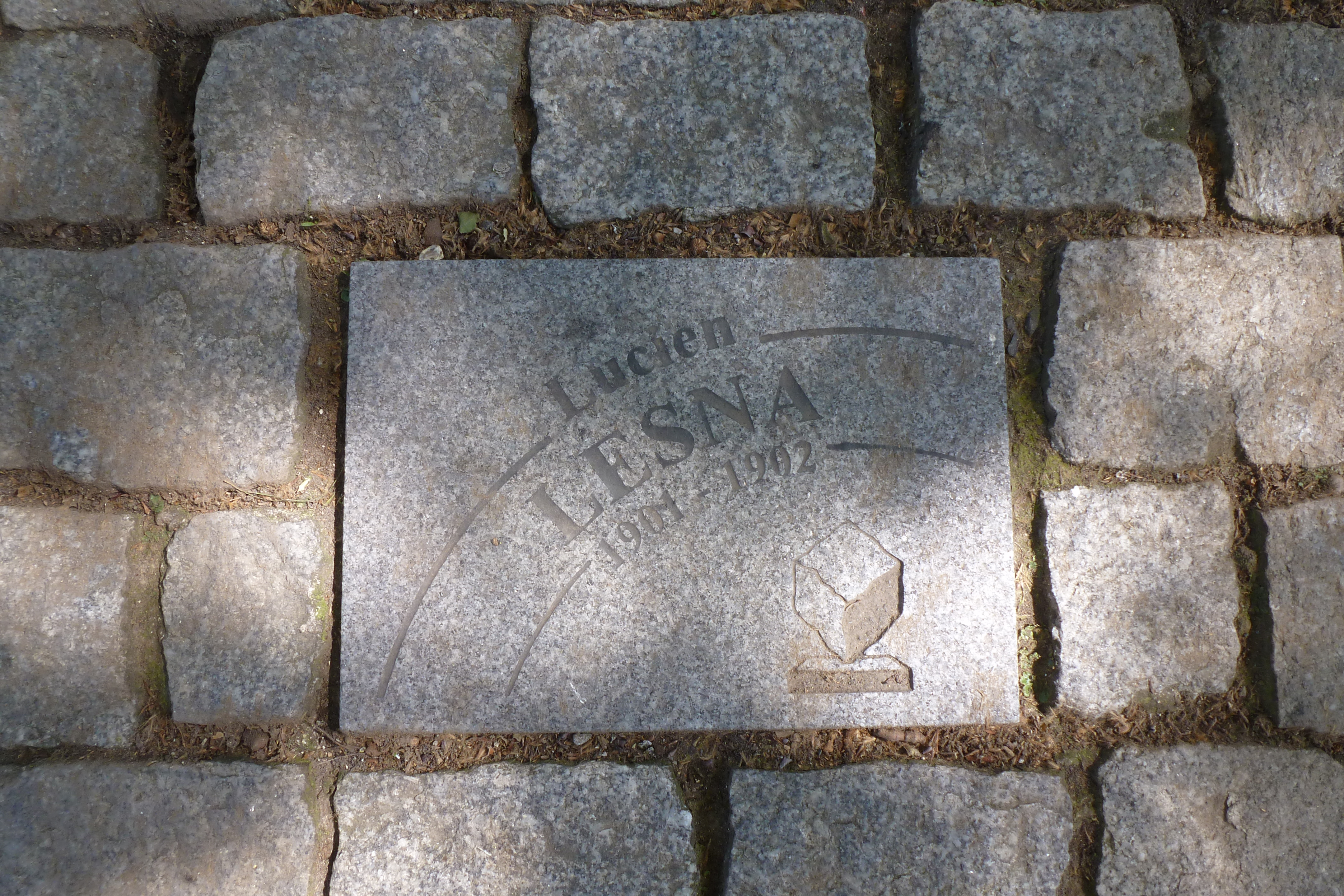
Lucien Lesnas gatsren på Espace Charles Crupelandt i Roubaix.

Lucien Lesna, född den 4 oktober 1863 i Le Locle, död den 11 juli 1932 i Évreux, var en fransk tävlingscyklist. Han började som landsvägscyklist och vann 1894 Bordeaux–Paris, varefter han bytte till bancykling, där han hade framgångar framförallt i stayer, i vilket han blev europamästare 1896 och 1898. 1901 återvände han till landsvägscyklingen och vann då Paris–Roubaix två år i rad och även Bordeaux–Paris en andra gång (1901). Därtill vann han 1902, efter nästan 39 timmars cykling, det 938 kilometer långa Marseille–Paris i fruktansvärt väder (en av deltagarna, belgiern Charles Kerft, hittades ihjälfrusen i ett vägdike dagen efter), drygt sju timmar före tvåan (italienaren Rodolfo Muller). Året därpå deltog han sedan som motorcyklist i loppet Paris–Madrid och bröt knäskålen i en olycka, vilket satte stopp för hans fortsatta karriär som cyklist (en månad före starten av det första Tour de France – men, han hade ändå "tur", eftersom fem förare, en av dessa var Marcel Renault, och tre åskådare avled till följd av loppet).

## Meriter
| 1891 2:a i Tour du Lac Léman 1892 Vinnare av Bâle–Strasbourg 1893 2:a i Paris–Oostende 1894 Vinnare av Bordeaux–Paris Vinnare av Paris–Saint Malo Vinnare av Paris–Bar le Duc 1901 Vinnare av Paris–Roubaix Vinnare av Bordeaux–Paris 1902 Vinnare av Paris–Roubaix Vinnare av Marseille–Paris 2:a i Bordeaux–Paris | 1895 Fransk mästare i stayer 1896 Europamästare i stayer 1898 Europamästare i stayer |